# W-スピン
ダブルスピンとは、手塚一志、大村皓一らを始めとした人工技能研究グループが研究発表したスウィング運動の発生要素を示したメカニズム。提唱当初は二重回旋運動（にじゅうかいせんうんどう）としていたが、同じものである。

## 発見の経緯
人工技能研究グループが発足した当時はコンピュータ等を用いて投球動作を模したモデルを利用して加速動作の解析を行っていたものの、球速が実際のものに10%ほど足りないことに気付き皆一様に首を傾げた。大村は、そこで投手の動作をビデオで逆再生したところ、直線的な加速回路でなく、蛇や龍が体をくねらせるようにしなやかに腕を鞭のように振っていたことを発見する。
そして手塚一志が風邪をこじらせ部屋の一室でテレビを見ていたところ、水銀体温計を冷ます際の腕の動きがその時目にしていた投手がボールを放つ動作と酷似していることに気づく。
その事実を研究員らとのディスカッションを経て検証していった結果、従来の投球動作モデルの問題を論じ、そして、大村は一つのアイディアをまとめる「ピッチングを成り立たせている根本的な動作は二つの回旋運動である。」（簡便な上肢の数理モデルにおいての基礎的な検証では、二つの回旋運動が適切なタイミングで重ね合わさると、前腕は勝手に伸展することが証明。伸展に影響する力学的な要素としては、上肢モデルの関節の加速度（トルク）、遠心力に重力、加えてコリオリ力{ジャイロ効果}の働きによるもの。）
それ以降はモーションキャプチャーを利用した運動数理解析モデルの構築を図るように方針を転換する。その際にはプロ野球選手の、千葉ロッテマリーンズの小宮山悟、当時マリーンズに所属していた伊良部秀輝の両投手がデータの収集に協力し、自らモデルとなる投球モーションを演じてみせた。（その際全身にマーキング用のテープがまかれたタイツを着用した。）大村皓一と研究グループの一員であった望月義幸、は小宮山、伊良部から得られたデータを基に、関節可動域や筋出力のデータをインプットしたモデルで最も効率の良い加速スタイルは何かと「最適化」の計算を当時最新のスーパーコンピュータに行わせた所、二重振り子的な投球動作から、二重回旋系の動作へ変更されたという。（最適化の条件は加速経路が非連続性を回避する。すなわち滑らかさという抽象表現の近似と、最小の筋力発揮で最大の末端部位の速度を得ること、人体の動作有限性を考慮した関節可動域を逸脱しないことが指定された。）そこで解析モデルが示したリリースは肩腕部の回旋を伴う、ふくよかなループ・モーションのリリースだったという。（ちなみにこの研究で望月博士は数学の博士号を授与された。）研究過程において、筋量の増加に因み投球中の可動域に対しても言及を残し、筋出力が向上するほど回旋運動が抑制的になるのではないかとの考察モデルも残した。
この研究で得られたデータは研究員らに衝撃を与えた。直線的な加速回路であった、二重振り子系の投球と比較し、一割程度、球速が向上したというデータも得られた。更には、伸展される前腕が伸展のための筋出力（三頭筋などをモデルにインプットしていないため）を発生させていないにもかかわらず、腕が伸びていたためである。（これは二重回旋の結果によるコリオリ力の働きによる。）ここから、投球動作は無用に腕を伸ばしてボールを押し出す必要がない（むしろ自発的筋出力による伸展は怪我のリスクを負う）という事実が科学的に証明された。ここから手塚は従来のコンディショニングメニューを見直し、現在の螺旋系の下半身の養成種目が中心のPNFを応用、重視した「スパイラル・レジスタンス」、「うねりトレーニング」、「クオ・メソッド」を考案するに至る。
理論の特徴から「二重回旋運動」として名付けられたが、厳密に把握すると、投球の場合は胴体（脊柱）によって構成される第一軸の回旋、肩腕部によって構成される第二軸の回旋、さらには手首（肘）の回内、回外動作によって第三軸の回旋が成立することが分かっている。この事実を考慮すると、三重回旋（トリプルスピン）運動が、より正確であることが分かる。姫野らは「三重回旋運動」として、論文を発表していた。これらは野球のみならずスウィング系の動作ならば、普遍的に説明が可能であることから、「理論」ではなく、「原理」そのものという事実を人工技能研究グループは提唱。
参考記事 : 新しい魔球ジャイロボールの投球動作とボールが作る流れの数値解析

## ダブルスピン投法&打法
以下は、手塚の理論による主張である。

### 体の中の2つの回旋軸
人間の体には回旋運動が出来る二つの軸がある。まず脊柱。これを回旋させることで最初のスピン（1stスピン）が生まれる。第二回旋軸は肩甲骨と腕で形成されている。肩甲骨から肘まで上腕を回旋軸と考え、肘は90度に曲げておく。そして上腕を内向きに（シミュレーションにおいては随意運動と反射運動との違いを表現しづらいが人体の場合は反射的動作に限定する。）回旋運動が生じれば第二の回旋運動（2ndスピン）が生じる。バッティングの際には投球における前腕をバットに置き換えて対応させる。
そして第一軸の回旋が進んだ際に第二回旋軸のトルクが発生すればダブルスピン投法、打法が成立する。その際、コリオリ力がバットや前腕の伸展の際に発生し、リリース動作に寄与することになるが、このコリオリ力をスウィング動作の原動力と主張することにより、認識の梯子的役割を持つことになる。このコリオリ力は二つの回旋軸が平行にない位置で回旋運動を行った際にそのどちらの軸の向きでもない方向に現れる見かけ上の力のことである。このコリオリの回転トルクは発生に関与する回転軸の回転角速度の積に比例する。つまり第一軸が高速に遂行され、第二軸もタイミング良く発生させることが可能になれば、より大きな力で末端部位の伸展に働く。
このコリオリの伸展トルクの大小を問わず（つまりプロレベルのパフォーマンスから老人や幼年の人間レベルのパフォーマンスも普遍的に）、「コリオリを意識することで二つの回旋軸の認識を促し、三次元的な運動の認識を容易にし、議論を正確にするためにはコリオリを意識することが必要となる」というのが人工技能研究グループの主張である。コリオリの存在を仮定すれば、第一軸と第二軸の回旋運動の存在を前提とすることが必要となり必然的に三次元的な認識を生み出すためである。遠心力を原動力とするのではモデルは平面的で単純、主張とするにも目新しさに乏しいためだとされる。

### 筋肉を束で使う
二つのスピン運動を引き起こすためには、筋肉を単独でなく束で使う。従来考えられてきた投球動作では棘下筋と呼ばれる小さな肩周辺の筋肉に負荷を集中させてしまいやすい。プロペラの付いたおもちゃの飛行機のプロペラを巻くと束状になったゴムは巻かれ平等に引っ張られていく（アウターマッスル、インナーマッスルも同時に。）これ以上巻けない地点から開放するとプロペラは徐々に速度を上げ回転する（※反射的動作によるゼロポジションによる回旋運動）。限界までよじったゴムがよじり戻される。
筋肉もバネやゴムのようにSSC（Stretch Shortening Cycle）という、筋、腱部は伸ばされる（伸張性収縮）と、その負荷が漸減されれば、勢いよく収縮（短縮性収縮）することが知られている。この伸張、収縮がリズムよく反復的に発生すればSSCの運動様式が成立し、通常の運動と比較した場合、筋出力の増加と、消費カロリーが少なくて済むという特徴を持っている。詳述すれば筋に蓄えられた弾性エネルギーを利用することでニュートン力学における出力=仕事を亢進するというものである。
1stスピンは第1軸の反射的回旋運動であり2ndスピンは第2軸の反射的回旋運動である。脊柱を中心とした体幹部をよじり戻しながら両腕をねじり戻せばダブルスピン投法となる。その際腕が捻られMES（Maximal External Spiral）と呼ばれる最大外旋位=（胸の張れるシーンからMIS（Maximal Internal Spiral）最大内旋位（手のひらが宙を向くシーン）まで肩周辺の筋肉らの総動員による弛緩→伸張→回旋→短縮のサイクル（RSSC※後述する）が成立する。
その際、回旋形態でのSSC=（Rotator Stretch Shortening Cycle）が発生すると手塚は考え、その運動様式をRSSCと名付けた。
（※従来、ゼロポジションでは回旋動作は発生不可能と考えられてきたが、1996年に手塚は回旋が可能になる余地、条件を発見。随意運動による回旋は外転作用三角筋が優位に働き、インナーマッスルである棘上筋と呼ばれる小さな筋肉を肩峰が挟み込む格好となり回旋運動は不可能（障害を招きやすい）となり、不随意運動（脱力に伴う肩腕部外転）ならば三角筋の先行的な収縮を抑え、意図的に捻らず、肩腕部が捻られるというポジショニングを確保出来ているならばゼロポジションでの回旋動作は可能となる。ダブルスピン運動原理による手塚自身の見解では、アウター優位でも、インナー強調でもなく、「束」での共同作業が肩腕部の筋腱本来の機能であると捉えられている。肩関節の可動域が大きい投手では、手のひらが宙を向くシーンが0度とすると、胸の張れるシーンでは推定で、180度程度にまで外旋が可能になる。MISからMESへのポジショニングの変位への回旋トルクの原動力は、胴体の回旋の結果による、その際の肩腕部のポジショニングで発生する二度にわたるRSSCである。）

### スパイラルリリース
ピッチングの場合、ダブルスピンが発生すると外向きに捻られた肢位、MES（最大外旋位）から腕は勝手に内向きにねじられながら（スパイラルリリース）伸ばされることが証明されている。これがコリオリ力の作用であり、前述した人工技能研究グループの主張でもある。
随意運動として捻っていないにもかかわらず、前腕部が自動的に伸展することがダブルスピン原理の有用さの根拠としている。多くの投手はまっすぐ腕を振っている感覚を持っていることから、スパイラルリリースによる動作と慣性力による、ディファレンティション（感覚と実際の動作との差異）の関わり。更には感覚誤差との穴埋めを行うためのイメージを有する…人体には無意識のうちに運動を統括するとされる制御能=CPG（Central Pattern Generator）が脊髄レベルで存在すると考えられ、投球はRSSCという脊髄レベルでの反復、反射=不随意運動によって構成されている事実。ここから人間本来の理想のスウィングはCPGによって保存され、その運動様式の一環としてダブルスピンとの関連性が推察されている。
バッティングの場合、ダブルスピンが発生すると、ピッチングと同じく末端部位が伸展、更には腕部と共にバットが螺旋状に捻られ、フォロースルーからフィニッシュへのポジションにまで巻き戻ることが、運動数理解析モデルによるシミュレーションの結果によって証明されている。多くの打者は実際の動作とは違い、上から叩きつける感覚を保有していることから、腕部のポジショニングの結果による反射運動の掛け合わせの際、胴体の回旋に加えて、腕部のポジショニングによる反射的回旋運動の結果生じる、コリオリ力によってスウィング動作は構成されていると考えられている。

### 二つのスピンの掛け合わせタイミング
計算シミュレーションの結果1stスピンがかなり進んだ状態で急激に2ndスピンを開始させると運動エネルギーを少なくして最大の加速をえられることが示されている。イメージとしては、「ギュゥ〜～～〜（1stスピンが進んで）、パッ（一気に2ndスピンが発生→リリースの完成）」である。
「クオ・メソッド」はこの事実とリプリンティングの際に用いられるタイム・マーキング等を利用した動作学習、養成法である。

### ダブルスピンは肩を消耗しにくい
二重振り子で動作を行った場合と違い、束で筋肉を使うので筋ダメージは分散され一箇所だけに集まることはない。末端部位が加速される際（アクセラレーション・フェイズ）にもアウター、インナーの共同作業、減速の際（ディクセラレーション・フェイズ）にも共同作業が可能になる。疲労の蓄積は分散されているので徐々に疲れていく。特に大きな筋肉であるアウターマッスルも同時に反射的回旋運動に参加することになる。
従来考えられてきたローテーター・カフと呼ばれる小さな回旋筋が運動を主導しているという推論から進化させたところに「スパイラル・リリース」がある。ゼロポジションにおいては全ての筋肉は外旋筋となり、また、内旋筋になる。

## 二重振り子に代表される危険な動作
手塚によると、従来の「壁を作る」意識を持たせるフォームの理論は誤ったものであるとされる。壁を作ることで、脊柱や肩の回旋にブレーキが掛かり、身体の特定の部分（とくに、投球時は投げるほうの肩）の筋肉にダメージが蓄積され、故障の原因となる。何故ならば回旋運動による投球動作ならば、関節に掛かる負担が分散される格好となるのに対し、ブレーキング運動の反動でリリースする動作では収縮される筋肉が限定されるためである。また、回旋にブレーキをかけるタイミングの微妙なずれが、コントロールが悪くなる原因になるとしている。バッティングにおいてはタイミングのズレが大きく再現性を持たせるには不利な動きとしている。
従来の「壁を作る」理論を、振り子の糸を支点とは別の点で固定して振らせる動きになぞらえて「二重振り子」と呼んでいる（「二重回旋」を「ダブルスピン」と呼び替えたのは、二重振り子との用語の混同を避けたためとされる）。
二重振り子以外にも故障を招き、危険とされる動作を手塚は提示している。三角筋を優位に働かせた「アウターマッスル投法」や、ラジオ体操のように、テイクバックの際に腕を畳まず広げたまま投球動作に移る「ラジオ体操型テークバック」。そこから無理矢理腕をしならせようとする「遠心力投法」などである。この遠心力投法は見た目はダブルスピンに似せて投げることは可能だが、肩腕内部の筋力発揮がダブルスピン投法とは異質であるため、判断には注意が必要である。この場合関節内のこすれやひっかかりを誘発させやすく、投げるたびに筋肉を消耗させながらピッチングをしているようなものなのだという。さらには随意的な筋力に任せて腕を持ち上げ肘を伸展する直線的な動作は回旋運動を発生させづらく、また短時間での高い筋出力を要し、末端部の随意出力は拮抗筋の共縮状態つまりは関節の付着する組織らを引き剥がすストレスを招きやすいため何れにしても怪我のリスクは付きまとう。
ピッチングにおいてはどれだけ上肢をリラックスさせた状態を保てるかが一つのポイントになる。意識して捻る危険性を手塚は一貫して主張。

## 適性
このダブルスピン投法に即した肉体の推察を進めていくと、ダブルスピンに向いた体格とそうでない場合がある。
ダブルスピンに適している体格は肩幅が狭く、細身で長身、手足が長く、骨格筋は柔軟で回旋を伴う肩関節の可動域は広い方がダブルスピン的な投球を再現し易い。その逆の手足が短く骨格筋は出力が大きくとも、柔軟性に欠ける場合や、関節可動域が狭い場合、は前述した二重振り子や、遠心力投げの投法になり易い。現実の野球でも細身の好投手の存在は目立つ。

## エッセンシャルモーション

### ダブルスピン投法必須動作
ダブルスピン投法を引き出すためには六つの必須動作がある。
- 「根を生やして」
- 「エッジング」
- 「架けて」
- 「うねり上げて」
- 「射して」
- 「絞り潰して」

「根を生やして」〜「エッジング」は重心移動に関する動作である。投球動作のスタビリティを確保するのに一役買ってくれる。
「架けて」〜「うねり上げて」は投手の腕を足先と連動させるための動作である。「架けて」のシーンで投手の腕から足までアルファベットのCの形が作られる。この動作を誘発する事により、担ぎ投げ、または二重振り子とされる投げ方を防止する役割を持つ。その際ボールを持つ側の腕が何かを引っ掻くような動き=スクラッチモーションの出現が生まれればこの時点で脊柱、上腕骨ら二つの回旋動作が同調的。故にW-スピン投法はこの時点で成立。「うねり上げて」では骨盤の回旋を土踏まずと踵の経を利用し、骨格主導のピッチングを実現させる動作である。
「射して」はMES（ループ・モーション）のシーンで肘が投げるべき方向（ターゲット）に向いているかどうかというチェックポイントである。この動作が不完全であれば、故障のリスクを負ったり、投げた球の制球が安定しないケースが見られる。MESのシーンにおいては前腕が回外を保持できなければ利き腕の内側側副靱帯に多大なストレスを与えてしまうケースが存在するとされる。
「絞り潰して」は体重移動の移し替え動作である。投手の足が（右投手の場合）三塁側へ突っ張るのではなく、一塁側へクロスオーバーステップするかのような、深く、安定した1stスピンを引き出すための意識付けである。ダブルスピン投法において、140km/hを超え高速でスウィングされる末端部は腕部の随意運動によって制御出来る限界を超えているとされる。そのため、上半身を振るのは常に下半身であるという見解を手塚は終始一貫して記述している。そのため上半身に対して具体的に何かを指示する記述は存在しない。

### ダブルスピン打法必須動作
ダブルスピン打法を引き出すためには七つの必須動作がある。
- 「揺らいで」
- 「踏んで」（シンクロ打法）
- 「乗せて」
- 「運んで」
- 「割れて」
- 「うねって」（うねり打法）
- 「納め獲る」

「揺らいで」は打撃準備中に、制止したままであるとその後の動作の筋出力が低下してしまうためである。その弊害を防ぐために、サッカーのゴールキーパーのように左右に体重を移し替えてサイレント・ピリオドを誘発させるための動作である。
「踏んで」〜「乗せて」は投手の重心の上下動に対応するシンクロ打法をセットするための動作である。
「運んで」〜「割れて」は打者の投手方向への重心移動である。「割れて」ではバットのグリップエンドを捕手の方向に保持することによって打者の腹、背筋を含めたRSSCを利用するための動作である。RSSCを重心移動と連動させることによりスムーズな運動回路が発揮される。このシーンは投手の「架けて」のシーンに相当する。
「うねって」ではうねり打法を実現するための動作である。土踏まずと踵の浮かし具合を骨盤の可動とリンクさせることにより、打者の間合い制御能が向上するとされる。
「納め獲る」は打撃のフィニッシュである。150km/hを超えるとされ、高速度であるバットの末端を意識することは不要な力みを誘発する危険性が孕む。そのため、インパクトを意識せず、飛び越してフィニッシュのポジションにまで意識をスキップさせることにより、スムーズな打撃動作を実現させようという意識付けである。
以上の動作を確実に身につけるため、各項目ごとに上達屋から指導用のビデオが発売されている。ダブルスピン実現のためにこの項目は重要な判断基準になりえる。現在、上達屋では「クオ・メソッド」が実用化されているが、それを実現出来れば、股関節を中心として、軸を伝わり、（キネティック・チェーン）その結果、自然と必須動作が再現されるという構造になっている。

## ジャイロハンドスロー
ジャイロハンドスローとはピッチングにおいて、ダブルスピン原理に則り、なおかつ人体に無理のない自然なスウィングスタイルを手塚が模索し、構築した新たな概念である。オーバースローや、アンダースローといった従来の投法の区分は地面を基準にした水平角度から腕の振り出し角度との差によって決定されていたものであるが、このジャイロハンドスローは腕の振り出し角によって決定されるものではなく、投球中発生する3つの力（重力、慣性力）、肩腕部の自発的な回旋トルク（RSSC）=筋出力に「肩腕部の随意的な筋力発揮によって抗わない。」振り出す腕の角度を「骨盤の傾斜角、運動合成に依存させる。」コントロールやスピードを、「骨盤の繰り方で、調整する。」=「1stスピンの制御で対応する。」または下半身から連鎖する「スパイラル・キネティックチェーンをスポイルしない。」その投げる本人が「最も末端部を振り抜けるポジショニング。」=「RSSCによる2ndスピン。」その結果として、「ジャイロボールを操るに長けた投法。」を実現させようというものである。つまり、見かけ上はオーバースローやアンダースローの投手がいたとしても、前述した条件に当てはまっているならば、それは立派なジャイロハンドスローそのものなのである。
ジャイロハンドスローとして手塚がイメージアップの提案に用いた選手は、ランディ・ジョンソン、ペドロ・マルティネス、斎藤雅樹、渡辺俊介らである。
手塚にとって初めての指導書となった「手塚一志の上達道場 ピッチングの巻」においてはこのジャイロハンドスローを三つの意識と一つのイメージによって実現可能と指導されていた。以前はあくまでも解説として用いられる用語のままに説明、誘導がなされていたが、今回は投手の立場に立った視点での実用的なピッチングのハウツーが描かれる。書籍では、極力、絵やCGを用いてイメージを隆起させるような配慮がなされており、実際の写真を扱わないことによって実際の意識と動きのギャップによってバランスを崩さないようにとの措置が執られている。無論以前から提唱されていた必須モーションを押える事も可能であるし、ジャイロハンドスローもダブルスピン投法の一つであることに違いはない。

### 三つの意識と一つのイメージ
- 「かませ」
- 「隠し」
- 「ズバッ」

（以上意識）
- 「パンチング」（イメージ）

「かませ」から「隠し」は重心移動に関する意識である。下半身主導のピッチングを実現するために望ましい動作、格好を演出する意識のことである。「ズバッ」は骨盤の反転動作に伴う腕の振り抜けの一連の動作である。「パンチング」はピッチングの際に極力、悪影響を出さないように工夫したイメージづけのモデルであり、投げ手にピッチングの実現のための「像」を植え付けることによって腕の力みを取り除く効果が働く。例としては、ネコパンチやチョップといった軽やかな印象を持つ性質の動作をイメージのモデルとして採用されている。このパンチングの感覚やコツを掴むために、最適なルートを通過した時にだけ笛が鳴る「インナリングスティック」が上達屋より開発、発売され、実用化された。2004年から上達屋にモデルチェンジの依頼をし、飛躍を遂げた黒田博樹はスティックを用いたトレーニングで「未体験の開放感」感想を述べた。

## クオ・メソッド
前述したダブルスピンを引き出すために重要になる意識可能な動きはシミュレーションの結果によれば、肩腕部の捻れ動作ではなく、骨盤の反転動作による1stスピンを如何にして引き出せるかという問題に直面する。そこで手塚は実際に現場で扱っているアスリートらのイメージ像に限りなく近づける操り方に相当する操縦方法が存在するはず。何故なら動作を複雑化してしまい、現場感覚にそぐわない。それは骨盤の仙腸関節とよばれる部位の可動域と弓状線に重心操作の権限が集約する…。ここが実動作における制御レバーの役割を持つのでは？と推理した。
そこでこのCUO・M（Connective Unified Operation Method）=クオ・メソッド。日本語に訳すと、統括連結操作術（とうかつれんけつそうさじゅつ）。そう名付けられたこの理論、体操は従来考えられてきた腕を振ることによって成立する投法、打法ではなく、脊柱を中心とした回旋動作の結果としてオートマチックに遂行される「W-スピン」という運動様式を発生させやすくするための体に近づくための手段として考案されたものである。
ピッチングにおいては二枚の腸骨と一つの仙骨によって成立する骨盤。その腸骨をスウィング動作の臍下丹田として見出し、「弓状線」と呼ばれるアーチから、投手の腕が生えでているという身体感覚と発想を促進する。その結果として下半身主導のピッチングが実現され、再現性と球速の向上、各関節の負担軽減が期待される。
バッティングにおいてもピッチングと同様に弓状線から生えでたバットが骨盤の回旋にヘッドを遅らせてスウィングされることにより、手塚の考える打者の能力=「討ち取られづらさ」を向上させる働きが期待される。
ピッチング、バッティングは共に、「かませ」〜「隠し」〜「ズバッ」の三つの意識によって実現が可能であり、クオ・メソッドはその三つの意識に対応して、構成されている。
また2008年10月よりクオ・メソッドは第二世代に突入した。

### 習得への手順（第一世代）
第一世代では以下の6つの手順に分かれている
- 「骨盤帯分割」（第一週）
- 「かませ」（第二週）
- 「隠し」（第三週）
- 「ブラッシング」（第四週）
- 「脊柱ヨジリ」（第五週）
- 「四肢の連結操作」（第六週）

「骨盤帯分割」では地面深く根を生やすかのような意識で呼吸を整え、重心の意識を新たにするためのイメージアップを図る。また、二枚の腸骨と仙骨で形成されていた骨盤の骨格を実用的なイメージへとシフトさせるため、三つに分割する体操も行う。
「かませ」では足の頂点を弓状線と捉えるために軸足となる足を片足でバランスを整え直す。安定した低重心のイメージングと操作法を徹底。
「隠し」では打撃、投球共に必要になる並進運動の反復訓練である。
「ブラッシング」で1stスピンを引き出すための動作に入る。後ろ側の骨盤を前の骨盤にあたかもビリヤードのようにぶつけるかのように擦れ合わせ、急激に反転させることにより確実で、よりキレのある股関節の回旋を生み出そうという鍛錬である。
「脊柱ヨジリ」では「かませ」〜「ブラッシング」までの動作を連続的に再現する。完全に腕を脱力させ、あたかもでんでん太鼓のように脊柱を回旋させ、遠心力によって腕が水平に持ち上げられ、「他動的に」動かされる感覚を養う。そして軸足は完全に踵が浮いている状態に。
「四肢の連結操作」でピッチング、バッティングの原型は完成する。ピッチングにおいてはスティック状の物を手に持ち、肩口にセットし、一連の動作をなぞれば1stスピンによって勝手に2ndスピンが連鎖的に完成し、ダブルスピン投法が出来上がる。バッティングではバットを持ち、一連の動作をなぞれば、ダブルスピン打法は完成する。意図的な力みの介在しないしなやかな腕の使い方を覚え込ませる。

### 習得への手順（第二世代）
- 「骨盤帯分割」（第一週）
- 「かませ」（第二週）
- 「弓ー先連結」（第三週）
- 「隠し・タメ」（第四週）
- 「ブラッシング」（第五週）
- 「パンチング」（第六週）

「骨盤帯分割」では地面深く根を生やすかのような意識で呼吸を整え、重心の意識を新たにするためのイメージアップを図る。また、二枚の腸骨と仙骨で形成されていた骨盤の骨格を実用的なイメージへとシフトさせるため、三つに分割する体操も行う。
「かませ」では足の頂点を弓状線と捉えるために軸足となる足を片足でバランスを整え直す。安定した低重心のイメージングと操作法を徹底。
「弓ー先連結」ではピッチングの場合、弓状線から指先までを一本の長いムチになったイメージで、つなげさせる。バッティングでは弓状線からバットのヘッドまでが一本の長いムチになったようなイメージでつなげる。
「隠し・タメ」ではピッチングとバッティングによって名前が異なる。ピッチングでは軸足側の弓状線を隠すため、隠し。バッティングでは軸足側の弓状線に重みを残しボールとの間合いを調整するのでタメとなっている。
「ブラッシング」で1stスピンを引き出すための動作に入る。後ろ側の骨盤を前の骨盤にあたかもビリヤードのようにぶつけるかのように擦れ合わせ、急激に反転させることにより確実で、よりキレのある股関節の回旋を生み出そうという鍛錬である。
「パンチング」では1〜6までの6つの手順をパンチを放つイメージで身体操作術をラッピングする。
（ここで挙げた【クオ・メソッド】の手段はあくまでも一例であり、バランスボールやゴムバンドを用いたものや、徒手的アプローチ、さらにはタイム・マーキングを応用したものまで多様である。）
基本的に【クオ・メソッド】の獲得の順番は同一である。ピッチング、バッティング用の種目によって、多少の変化が確認されるが、根本的な目的は同一である。プロの選手では【クオ・メソッド】の獲得に最低、6週間の期間を設ける。
この【クオ・メソッド】の有効な運動種目は人間の歩行動作、ランニングにまで効果を示し、様々なスポーツに応用が可能である。

## ランナーズ・クオ
また、上達屋では2008年10月よりランニングのメソッドも公開した。
クオ・メソッドと同様に6つの手順に分かれている。
- 「骨盤帯分割」（第一週）
- 「弓ー母連結」（第二週）
- 「掻き込み」（第三週）
- 「跳ね返し」（第四週）
- 「掻き回し」（第五週）
- 「パンチング」（第六週）

「骨盤帯分割」では、疾走姿勢に似た姿勢をとる。地面深く根を生やすかのような意識で呼吸を整え、重心の意識を新たにするためのイメージアップを図る。また、二枚の腸骨と仙骨で形成されていた骨盤の骨格を実用的なイメージへとシフトさせるため、三つに分割する体操も行う。
「弓ー母連結」では、骨盤の弓状線から母子球までを連結し、地面を弾く感覚を取り出す。
「掻き込み」では、骨盤のレバー操作で前から後ろへ掻き込む。
「跳ね返し」ではこの流れを利用し逆に跳ね返す。
「掻き回し」ではこの一連の反復スパイラル運動を弓状線をリールに見立てて掻き回す。
「パンチング」では1〜6までの6つの手順をパンチを放つイメージで身体操作術をラッピングする。

## パワー・クオ
2009年11月20日より開始。
体の部位を主に上半身、体幹、下半身の3つのパートに分類し、技を磨きつつ、パワーアップできる。